# Urceocharis
Urceocharis là một chi thực vật có hoa trong họ Amaryllidaceae.